# Emile Boulan
Emile Alfred Anatole Boulan (* 3. Januar 1874 in Étricourt-Manancourt; † 25. Juli 1947 in Groningen) war ein französischer Romanist, der in den Niederlanden wirkte.

## Leben
Boulan war von 1916 bis zu seiner Emeritierung 1946 Lektor (Dozent) für modernes Französisch an der Universität Groningen. Er war vor allem ein Kenner des 18. Jahrhunderts.

## Werke
- (Hrsg.) Contemporains. Contes et nouvelles, Amsterdam 1908
- Considerations sur l'étude de la littérature française, Den Haag 1916 (Antrittsvorlesung)
- Figures du XVIIIe siècle. Les sages. Fontenelle et Madame de Lambert, Leiden 1920
- François Hemsterhuis. Le Socrate hollandais, Groningen 1924 (Frans Hemsterhuis)
- Figures du XVIIIe siècle. Les amoureuses, Groningen 1924 (Mademoiselle Aisse. Mademoiselle Delaunay. Madame Du Deffand. Mademoiselle de Lespinasse)
- (mit Pieter Willem Hoogterp) Anthologie de la poésie française 1850-1936, Den Haag 1937
- De Pascal à Victor Hugo, Groningen 1946